# 余野川ダム
余野川ダム（よのがわダム）は大阪府箕面市、一級河川・淀川水系余野川に建設が進められていたダム計画である。
国土交通省近畿地方整備局が事業主体であった特定多目的ダムで、余野川が合流する猪名川の治水と水質汚濁が進む下流域の水質改善、及び大阪市など猪名川沿岸自治体への上水道供給を目的に1980年（昭和55年）より事業が進められていた。だが近年の公共事業見直しの風潮の中で、2005年（平成17年）に国土交通省河川局の諮問機関である淀川水系流域委員会より中止が妥当とする答申が出されしばらく凍結していたが、2008年（平成20年）の財務省予算計上が見送られたことにより、事業の継続が困難となって休止が決定したダム事業である。

## 沿革
戦前より「猪名川河水統制事業」として総合開発が進められていた猪名川であるが、本流には当初「猪名川ダム」が計画されていたものの1941年（昭和16年）に戦争で事業中止となり、戦後立ち消えとなった。昭和30年代以降人口が増加の一途をたどった猪名川流域には治水・利水の観点から既に1983年（昭和58年）、水資源開発公団によって淀川水系水資源開発基本計画に基づく一庫ダムが支流の一庫大路次川に建設されていた。
一方猪名川流域は大阪市のベッドタウンとして人口が密集、洪水の危険性が一庫ダム完成以後も増大した。しかし堤防の建設や川幅の拡張は多数の家屋移転や道路・鉄道の橋梁架け替えが予測され、補償費や工事費が莫大なものとなるため最早不可能に近く、同等の効果が期待され、かつ比較的総工費を抑制できるダムによる洪水調節しか治水の選択肢がなかった。その上に上水道の需要はさらに高まる一方で人口の密集による下水道整備の遅れから猪名川の水質は極端に悪化。全国でも屈指の水質汚濁が進む河川となった。このため猪名川の治水と水質汚濁の改善、さらに大阪市など沿岸自治体の上水道新規供給を目的に新たなるダム計画が検討された。しかし猪名川本流は人家が密集してダム建設は堤防建設や川幅拡張と同様の理由で不可能であり、予備調査の結果箕面市を流れる支流の余野川が着目され当時の建設省近畿地方建設局は特定多目的ダム建設を1980年（昭和55年）より計画した。これが余野川ダムである。

## 目的
余野川ダムは高さ79.0メートルの重力式コンクリートダムとして計画され、水門が存在しない自然越流型の洪水吐きを10門備えたダムであった。目的は一つがダム地点から淀川合流点の尼崎市までの洪水調節で、ダム地点で計画高水流量毎秒330トンのうち毎秒320トンをカットし、残り毎秒10トンを下流に流す。そして一庫ダムと連携した治水で川西市小戸の基準点で毎秒3,500トンの洪水を毎秒1,200トンカットし、下流には毎秒2,300トンに水量を抑制する。
二つ目は河川浄化である。猪名川は水質汚濁が激しい河川であったが、一定量を放流し流況を改善することで下流で滞留する汚水をウォッシュアウトし、水質汚濁を改善する。この方法は既に東京都の隅田川において、利根川上流ダム群の放流水を利根大堰から荒川経由で隅田川へ流すことで、最大40ppmの汚染が8ppmまで改善した実績がある。これを猪名川にも援用し、ダムから導水した水を下流の水質改善施設に送水して猪名川下流に清浄な余野川の河水を放流することで猪名川の深刻な水質汚濁を改善しようとした。
三つ目は上水道供給であり、大阪市、尼崎市、豊中市、池田市、伊丹市、川西市の6市に一日量で10万トンの水道用水を供給する。この三目的を以って計画が進められていた。

## 凍結と中止
こうして計画が進められていたが、2005年（平成17年）に国土交通省の諮問機関である淀川水系流域委員会が余野川ダムを始めとする淀川水系で建設が予定されている事業について、全面的に中止するのが望ましいという答申を発表した。これは、1990年代以降全国で行われている公共事業再検討の一つとして、淀川水系で建設が計画されている5事業（余野川ダム建設事業・大戸川ダム建設事業・丹生ダム建設事業・川上ダム建設事業・天ヶ瀬ダム再開発事業）の建設の是非について委員会が検討するというものである。議論の結果先述の答申がなされ、これを受けて国土交通省は余野川ダムについて大戸川ダムと共に建設中止の意向を示した。
ところが、下流受益地の流域自治体から答申について反対意見が相次ぎ、当初通り余野川ダムの早期着工・完成を求める要望が多く出された。この地元の抵抗を受けた国土交通省は最終結論を保留し、事業は当面凍結するとして付け替え道路のみの工事を継続。2006年（平成18年）に財務省予算概算要求でも5億円の予算が組まれた。当時滋賀県知事の嘉田由紀子が「ダム凍結宣言」を出したこともあって、ダム事業についてその後の推移が注目されていたが、2007年（平成19年）の淀川水系流域委員会第二次答申において丹生・川上・天ヶ瀬再開発の容認と大戸川ダムの穴あきダム化が答申された。しかし余野川ダムのみは中止の答申が下され、2008年遂に国土交通省は財務省予算概算要求から余野川ダム事業を取り下げ、事業中止の方向性が決定した。
今後は河川法に基づいて中止・廃止した河川工作物への対応に沿って建設前の原状復帰工事が行われたあと、29年に及んだ余野川ダム建設事業は幕を閉じる。淀川水系では鴨川ダム（鴨川。京都府）・和束ダム（和束川。京都府）・金居原発電所下部調整池（巣亦川。滋賀県）・南丹ダム（園部川。京都府）に次ぐ中止したダム事業となった。